# Warriors of the Rainbow
Warriors of the Rainbow (zu deutsch Krieger des Regenbogens) ist ein taiwanisches Historiendrama aus dem Jahr 2011. Wei Te-sheng war der Regisseur. John Woo war neben Jimmy Huang und Terence Chang Koproduzent. Der Film wurde auf den internationalen Filmfestspielen von Venedig 2011 gezeigt und ist der teuerste in Taiwan produzierte Film. Die Erstausstrahlung erfolgte als Zweiteiler im taiwanischen Fernsehen im September 2011. Für das Kino wurde eine 150-minütige Version geschnitten.

## Handlung
Nach der japanischen Invasion Taiwans 1895 und dem vergeblichen Widerstand der Han kämpfen und unterliegen die Seediq, ein taiwanisches Ureinwohnervolk gegen die japanische Armee. Die traditionelle Kopfjagd der Seediq wird verboten, obwohl man nur dann als Mann gilt, wenn man einen Gegner geköpft hat. Die Jungen bekommen deshalb auch nicht die traditionellen Kinntätowierungen. Unter den Japanern werden die Einheimischen zu schlecht bezahlten Hilfsarbeiten wie dem Schleppen von Baumstämmen gezwungen, während sie gleichzeitig japanisiert werden sollen. Der Häuptling Mona Rudao plant daraufhin einen Aufstand, für den er mehrere Stämme vereinigen kann. 1930 führen die Stämme während des Wushe-Aufstandes einen Angriff auf ein japanisches Fest durch und töten sämtliche Japaner im Dorf. Nun ausgestattet mit modernen Gewehren wird der Kampf fortgesetzt. Trotz anfänglicher Erfolge ist die Situation der Rebellen bald aussichtslos. Die Japaner schaffen zehntausende Soldaten und moderne Waffen wie Flugzeuge und Artillerie heran. Nach einem Einsatz von Giftgas erhängen sich zahlreiche Frauen und Kinder der Seediq, einerseits um nicht qualvoll am Gas zu sterben, andererseits um die Männer von der Verantwortung für ihre Familien zu befreien. Auch einige Seediq-Stämme, traditionelle Feinde von Mona Rudaos Stamm, schließen sich den Japanern an. 
Die Rebellen sind sich im klaren darüber, dass ihr Kampf aussichtslos ist, wollen aber im Kampf sterben. Schlussendlich führen sie einen Angriff auf ein japanisches Lager, wo die Krieger der Seediq nach und nach im Kampf sterben. Die Überlebenden greifen schließlich über eine Brücke vollkommen ungedeckt an und werden allesamt von Artilleriefeuer getötet.
Eine Einblendung erklärt, dass die wenigen überlebenden Seediq allesamt deportiert wurden und ihre Heimat niemals wiedersahen.

## Hintergrund
Der Regisseur Wei Te-sheng bestand darauf, dass die Schauspieler Seediq, die Sprache der Ureinwohner sprechen, um den Film so authentisch wie möglich zu gestalten.
Der Film kostete 24 Millionen US-Dollar.

## Rezeption
Der Film erhielt auf Rotten Tomatoes positive Kritiken mit einem Durchschnitt von 69 Prozent.

## Auszeichnungen
- Asia Pacific Screen Awards 2012, UNESCO Award (gewonnen),[4]
- Asia Pacific Screen Awards 2012, Cinematography (nominiert)[4]
- Chinese Film Media Awards 2012, Best Picture (gewonnen)[4]
- Golden Horse Festival 2012, Audience Choice Award (gewonnen)[4]
- Golden Horse Festival 2012, Golden Horse Award (gewonnen)[4]
- Osaka Film Festival 2012, Audience Award (gewonnen)[4]
- Shanghai Film Critics Awards 2012, Film of Merit (gewonnen)[4]
- Golden Horse Festival 2012, Audience Choice Award (gewonnen)[4]
- Internationale Filmfestspiele von Venedig 2011, Goldener Löwe (nominiert)[4]